# Trudie Goodwin
Trudie Goodwin (Londen, 13 november 1951) is een Britse actrice. Goodwin speelde onder meer Sgt. June Ackland in de politieserie The Bill (1984-2007).
Goodwin onderbrak in 2005 haar acteerwerk in The Bill om zich te concentreren op andere zaken, waaronder liefdadigheidswerk in Nigeria met Christian Blind Mission International. De laatste aflevering met Goodwin werd uitgezonden in maart 2007. Ze is de langst dienende speler in The Bill. Ze speelde haar alter ego 396 keer.
Op 8 juli 2007 verscheen Goodwin in een aflevering van Heartbeat als Rosa Briers. Ze verscheen in The Weakest Link en in Countdown.
In 1979 trouwde ze met acteur Kit Jackson. Ze hebben twee dochters, onder wie zangeres Eleanor van La Roux.